# Arthur Sales
Arthur de Oliveira Sales (São Gabriel da Palha, 3 juli 2002) is een Braziliaans voetballer die sinds 2021 uitkomt voor Lommel SK.

## Clubcarrière
Sales maakte in 2021 zijn officiële debuut in het eerste elftal van CR Vasco da Gama: in juli van dat jaar speelde hij vijf wedstrijden in de Série B en één in de Copa do Brasil, nadat hij eerder ook al vier wedstrijden in de Campeonato Carioca had gespeeld. Later dat jaar stapte hij over naar de Belgische tweedeklasser Lommel SK, waar hij eind augustus een vijfjarig contract ondertekende. De Lommelaars betaalden zo'n 2,5 miljoen euro voor de negentienjarige Braziliaan.

## Clubstatistieken
| Seizoen         | Club             | Land              | Competitie      | Competitie | Competitie | Beker | Beker | Supercup | Supercup | Intern. | Intern. | Totaal | Totaal |
| Seizoen         | Club             | Land              | Competitie      | Wed.       | Dlp.       | Wed.  | Dlp.  | Wed.     | Dlp.     | Wed.    | Dlp.    | Wed.   | Dlp.   |
| --------------- | ---------------- | ----------------- | --------------- | ---------- | ---------- | ----- | ----- | -------- | -------- | ------- | ------- | ------ | ------ |
| 2021            | CR Vasco da Gama | Vlag van Brazilië | Série B         | 5          | 0          | 1     | 0     | —        | —        | —       | —       | 6      | 0      |
| 2021/22         | Lommel SK        | Vlag van België   | Eerste klasse B | 17         | 8          | 2     | 1     | —        | —        | —       | —       | 19     | 9      |
| Carrière totaal | Carrière totaal  | Carrière totaal   | Carrière totaal | 22         | 8          | 3     | 1     | 0        | 0        | 0       | 0       | 25     | 9      |

Bijgewerkt op 16 mei 2022.